# 石見尚
石見 尚（いわみ たかし、1925年5月7日 - ）は、日本の農業経済学者、協同組合運動家。
和歌山県生まれ。1950年東京大学農学部農業経済学科卒、全国指導農協連合会、1953年国立国会図書館調査局、1962年「「経済学批判」体系における「土地所有」論の構成にかんする研究」で東大農学博士。1973年農村開発委員会、のち日本ルネッサンス研究所を設立、主宰。

## 著書
- 『土地所有の経済法則』未来社 1966
- 『協同組合論の系譜 その遺産と課題』家の光協会 1968
- 『協同組合新論』家の光協会 1977
- 『図書館の時代』論創社 1980
- 『日本型田園都市論』柏書房 1985
- 『産業の昭和社会史 6 農協』日本経済評論社 1986
- 『第三世代の協同組合論 系譜と展望』論創社 1988
- 『福本和夫『日本ルネッサンス史論』をめぐる思想と人間』論創社 1993
- 『農系からの発想 ポスト工業社会にむけて』日本経済評論社 1995
- 『第四世代の協同組合論 理論と方法』論創社 2002
- 『日本型ワーカーズ・コープの社会史 働くことの意味と組織の視点』緑風出版 2007
- 『我々ハ犯罪者ニ非ズ 講座福本和夫論』文芸社 2010
- 『都市に村をつくる 「協同組合コミュニティ」に根ざした国づくりのために』日本経済評論社 2012
- 『日本型協同社会論事始め』論創社 2015

### 共編著
- 『経済循環と日本農業 現代インフレーションの構造的一側面』竹中久二雄共著 農林統計協会 1976
- 福本和夫『書のたのしみ』編 日本ルネッサンス研究所 1980
- 『日本のワーカーズ・コレクティブ 新しい働き方が社会を変える』編著 学陽書房 1986
- 『仕事と職場を協同で創ろう ワーカーズ・コープとシニア・コープ』編著 社会評論社 2000
- 『わたしの消費者運動 野村かつ子評論集』編 緑風出版 2003
- 『WTO-シアトル以後 下からのグローバリゼーション』野村かつ子共著 緑風出版 2004
- 『福本和夫著作集』全10巻 小島亮,清水多吉,八木紀一郎共編 こぶし書房 2008-11

### 翻訳
- ジェニー・ソーンリー『職そして夢 ワーカーズ・コープの思想と運動』批評社 1984
- ポール・デリック＆ヒズ・フレンズ『協同社会の復権 レイドロウ報告とP.デリック』高橋芳郎共編 日本経済評論社 1985
- ポール・エキンズ編著『生命系の経済学』丸山茂樹,中村尚司,森田邦彦共訳 御茶の水書房 1987
- ジェイムズ・ロバートソン『21世紀の経済システム展望 市民所得・地域貨幣・資源・金融システムの総合構想』森田邦彦共訳 日本経済評論社 シュマッハー双書 1999
- ジョセフ・フーバー,ジェイムズ・ロバートソン『新しい貨幣の創造 市民のための金融改革』高安健一共訳 日本経済評論社 2001
- 国際開発のための科学技術委員会編著『ニームとは何か? 人と地球を救う樹』監訳 片山弘子訳 緑風出版 2005

## 論文
- <石見尚